# Niels Arestrup
Niels Arestrup (Montreuil, 8 febbraio 1949 – Ville-d'Avray, 1º dicembre 2024) è stato un attore francese.

## Biografia
Nato a Montreuil, nel dipartimento francese della Senna-Saint-Denis, l'8 febbraio del 1949 da padre danese e da madre francese, Niels Arestrup debuttò nel cinema nel 1974 in Stavisky il grande truffatore di Alain Resnais e proseguì la carriera lavorando con registi di fama internazionale come Claude Lelouch in Chissà se lo farei ancora (1976), Marco Ferreri in Il futuro è donna (1984) e István Szabó in Tentazione di Venere (1991).
Nel 2009 raggiunse la notorietà col ruolo di co-protagonista nel film Il profeta, in cui rivestì il ruolo di Cesar Luciani, un boss della mala corsa detenuto in un carcere. La pellicola ricevette diversi premi e riconoscimenti di fama internazionale, tra cui il Grand Prix Speciale della Giuria del 62º Festival di Cannes e la candidatura come miglior film straniero ai Premi Oscar 2010.
In seguito prese parte a numerosi film francesi, tra cui Scatti rubati (2010), La chiave di Sara (2010) e Quai d'Orsay (2013) di Bertrand Tavernier.
Morì nel 2024, dopo una lunga malattia.

## Vita privata
Nel 2012, dopo dieci anni di convivenza, Arestrup sposò l'attrice e sceneggiatrice Isabelle Le Nouvel. Sempre nel 2012, la coppia ebbe due gemelli: un maschio e una femmina.

## Filmografia parziale
- Stavisky il grande truffatore (Stavisky), regia di Alain Resnais (1974)
- Je, tu, il, elle, regia di Chantal Akerman (1974)
- Scene di un'amicizia tra donne (Lumière), regia di Jeanne Moreau (1976)
- Chissà se lo farei ancora (Si c'était à refaire), regia di Claude Lelouch (1976)
- La dérobade - Vita e rabbia di una prostituta parigina (La Dérobade), regia di Daniel Duval (1979)
- Il futuro è donna, regia di Marco Ferreri (1984)
- Tentazione di Venere (Meeting Venus), regia di István Szabó (1991)
- Rewind, regia di Sergio Gobbi (1998)
- Parlami d'amore (Parlez-moi d'amour), regia di Sophie Marceau (2002)
- Une affaire privée - Una questione privata (Une affaire privée), regia di Guillaume Nicloux (2002)
- Tutti i battiti del mio cuore (De battre mon cœur s'est arrêté), regia di Jacques Audiard (2005)
- Lo scafandro e la farfalla (Le Scaphandre et le papillon), regia di Julian Schnabel (2007)
- L'affaire Farewell, regia di Christian Carion (2009)
- Il profeta (Un Prophète), regia di Jacques Audiard (2009)
- Scatti rubati (L'homme qui voulait vivre sa vie), regia di Éric Lartigau (2010)
- La chiave di Sara (Elle s'appelait Sarah), regia di Gilles Paquet-Brenner (2010)
- Tu seras mon fils, regia di Gilles Legrand (2011)
- War Horse, regia di Steven Spielberg (2011)
- Quai d'Orsay, regia di Bertrand Tavernier (2013)
- Diplomacy - Una notte per salvare Parigi (Diplomatie), regia di Volker Schlöndorff (2014)
- By the Sea, regia di Angelina Jolie (2015)
- I fratelli Sisters (The Sisters Brothers), regia di Jacques Audiard (2018)
- Ci rivediamo lassù (Au revoir là-haut), regia di Albert Dupontel (2017)
- Van Gogh - Sulla soglia dell'eternità (At Eternity's Gate), regia di Julian Schnabel (2018)

## Doppiatori italiani
- Gianni Giuliano in War Horse, Diplomacy - Una notte per salvare Parigi
- Carlo Marini in Il futuro è donna
- Giancarlo Giannini in Tentazione di Venere
- Rodolfo Bianchi in Il profeta
- Angelo Nicotra in La chiave di Sara